# ستيف أمبري
ستيف أمبري (بالفرنسية: Steve Ambri) (ولد في 12 أغسطس 1997) هو لاعب كرة قدم فرنسي يلعب كمهاجم.

## روابط خارجية
- ستيف أمبري على موقع رابطة كرة القدم الفرنسية للمحترفين (الإنجليزية)
- ستيف أمبري على موقع قاعدة بيانات كرة القدم.إي يو (الإنجليزية)
- ستيف أمبري على موقع ليكيب (الفرنسية)
- ستيف أمبري على موقع ناشيونال فوتبول تيمز (الإنجليزية)
- ستيف أمبري على موقع Soccerway.com (الإنجليزية)
- ستيف أمبري على موقع عالم كرة القدم.نت (الإنجليزية)